# Paulo Ramos Coelho
Paulo Ramos Coelho (Humaitá, 23 de agosto de 1918 — Brasília, 30 de junho de 1968) foi um contabilista, advogado e político brasileiro radicado no Amazonas, estado que representou no Congresso Nacional.

## Dados biográficos
Filho de Francisco Plínio Coelho e Ana Ramos Coelho. Inspetor do Ensino no Amazonas e depois escrevente juramentado do Quarto Ofício de Notas na capital do estado por nove anos, formou-se contabilista no Colégio Estadual de Manaus em 1943, exercendo sua profissão junto ao Lloyd Brasileiro, empresa da qual foi chefe de escritório em Manaus prestando serviços para a mesma em Salvador. Em 1948 concluiu o curso de Direito na Universidade Federal do Pará e ascendeu ao posto de procurador jurídico do Lloyd Brasileiro.
Eleito primeiro suplente de deputado estadual via PTB em 1950, exerceu o mandato sob convocação alternado-o com seu emprego no Lloyd Brasileiro, sendo gente deste em Manaus e Belém entre 1952 e 1963. Graças ao ardil das "candidaturas múltiplas" figurou simultaneamente como primeiro suplente de deputado estadual e primeiro suplente de senador em 1954, sendo efetivado para o Senado Federal após a morte de Cunha Melo em 1962. Nesse ano, aliás, Paulo Coelho foi eleito deputado federal pelo PL e seu irmão, Plínio Coelho, foi eleito governador do Amazonas.
Quando o Regime Militar de 1964 impôs o bipartidarismo por força do Ato Institucional Número Dois, Paulo Coelho ingressou no MDB figurando como primeiro suplente de deputado federal em 1966. Faleceu em Brasília em consequência de um acidente automobilístico quando seu carro colidiu com outro na BR-060.